# 芦芽山
여름에 가야하는 산, 산서성 북부 고산지대의 명산 루야산을 소개해드립니다.
평균고도가 2,800m 한여름평균기온이 25도로 트레킹하기 정말 좋은 여행지입니다. 시원한 바람과 울창한 초원, 테크길, 그리고 황토빛 대지의 끝자락, 바람이 길을 열어주는 곳에 바로 루야산이 있습니다. 이름만으로는 너무도 생소한 곳이지만, 정작 이곳에 발을 디딘 순간 루야산은 아름다운 땅이며, 하늘이 커다란 풍경이되어 들어옵니다.
높고 깊은 산맥은 거대한 장막처럼 펼쳐져 있고, 한여름에도 시원한 바람이 피부에 닿습니다. 계곡을 따라 흘러드는 공기에는 푸릇한 풀 냄새와 흙 냄새가 섞여 있습니다. 들숨마다 마음까지 맑아지는 기분입니다. 이곳의 공기에는 음이온이 가득하다고 하지만, 굳이 과학적인 설명을 빌리지 않아도 루야산은 스스로 숨 쉬는 산이며, 그 숨결은 방문자의 폐부 깊이 스며듭니다. 
  봄이면 살구꽃이 능선을 물들이고, 여름에는 구름이 산의 허리를 감싸며, 가을은 숲 전체가 불타는 듯 붉고, 겨울은 끝없는 설원이 대지를 덮는 4계절이 뚜렷한 산입니다. 계절마다 다른 빛깔과 향기를 품은 루야산을 단 한 번의 방문만으로 다 알 수 있다면 분명 거짓말입니다.  그 변화무쌍함이 루야산이 지닌 가장 큰 매력입니다.
  길 위에서 만나는 풍경들은 얼음이 천 년 동안 녹지 않고 살아 숨 쉬는 만년빙동, 바람과 구름 위를 걷는 듯한 절벽 잔도, 파도처럼 출렁이는 마룬 초원, 옥빛 거울 같은 톈츠 호수군, 그리고 황하의 젖줄이 시작되는 펀허 원천까지. 루야산은 자연이 빚어낸 이야기의 무대입니다.
————
여행전문가 조영인의 한마디
루야산은 눈으로만 보는 산이 아닙니다. 머무는 순간마다 마음의 결을 바꾸고, 발걸음마다 새로운 이야기를 들려주는 산입니다. 봄에 찾으면 봄의 이야기를, 겨울에 찾으면 또 다른 서사를 선물합니다. 그래서 저는 감히 말하곤합니다. 루야산은 한 번 가는 여행지가 아니라, ‘다시 가게되는 산’의 다른 이름이라고요.
#산서루야산 #만년빙동 #마룬초원 #펀허원천 #텐츠호수 #절벽잔도 #펀허강  #남도여행사 #목포여행사 #남도 #중국명산